# Mesocyclops microlasius
Mesocyclops microlasius – gatunek widłonoga z rodziny Cyclopidae. Nazwa naukowa tego gatunku skorupiaków została opublikowana w 1981 roku na podstawie prac niemieckiego zoologa Friedricha Kiefera.